# Dominik Janošek
Dominik Janošek (Brno, 13 giugno 1998) è un calciatore ceco, centrocampista del NAC Breda.

## Statistiche

### Presenze e reti nei club
Statistiche aggiornate al 6 giugno 2023.
| Stagione              | Squadra               | Campionato            | Campionato | Campionato | Coppe nazionali | Coppe nazionali | Coppe nazionali | Coppe europee | Coppe europee | Coppe europee | Altre coppe | Altre coppe | Altre coppe | Totale | Totale |
| Stagione              | Squadra               | Comp                  | Pres       | Reti       | Comp            | Pres            | Reti            | Comp          | Pres          | Reti          | Comp        | Pres        | Reti        | Pres   | Reti   |
| --------------------- | --------------------- | --------------------- | ---------- | ---------- | --------------- | --------------- | --------------- | ------------- | ------------- | ------------- | ----------- | ----------- | ----------- | ------ | ------ |
| 2017-gen. 2018        | Zbrojovka Brno        | 1L                    | 4          | 0          | MC              | 1               | 0               | -             | -             | -             | -           | -           | -           | 5      | 0      |
| gen.-giu. 2018        | Slovácko              | 1L                    | 10         | 0          | MC              | 0               | 0               | -             | -             | -             | -           | -           | -           | 10     | 0      |
| 2018-2019             | Slovácko              | 1L                    | 25         | 2          | MC              | 0               | 0               | -             | -             | -             | -           | -           | -           | 36     | 8      |
| Totale Slovácko       | Totale Slovácko       | Totale Slovácko       | 35         | 2          |                 | 0               | 0               |               | -             | -             |             | -           | -           | 35     | 2      |
| 2019-gen. 2020        | Viktoria Plzeň        | 1L                    | 10         | 0          | MC              | 2               | 1               | UCL+UEL       | 1+1           | 0             | -           | -           | -           | 14     | 1      |
| gen.-giu. 2020        | Mladá Boleslav        | 1L                    | 9+5        | 0          | MC              | -               | -               | -             | -             | -             | -           | -           | -           | 14     | 0      |
| 2020-feb. 2021        | Mladá Boleslav        | 1L                    | 11         | 0          | MC              | 1               | 0               | -             | -             | -             | -           | -           | -           | 12     | 0      |
| Totale Mladá Boleslav | Totale Mladá Boleslav | Totale Mladá Boleslav | 20+5       | 0          |                 | 1               | 0               |               | -             | -             |             | -           | -           | 26     | 0      |
| feb.-giu. 2021        | Trinity Zlín          | 1L                    | 13         | 0          | MC              | 0               | 0               | -             | -             | -             | -           | -           | -           | 13     | 0      |
| 2021-feb. 2022        | Viktoria Plzeň        | 1L                    | 14         | 0          | MC              | 2               | 0               | UECL          | 4             | 0             | -           | -           | -           | 20     | 0      |
| Totale Viktoria Plzeň | Totale Viktoria Plzeň | Totale Viktoria Plzeň | 24         | 0          |                 | 4               | 1               |               | 6             | 0             |             | -           | -           | 34     | 1      |
| feb.-giu. 2022        | Baník Ostrava         | 1L                    | 4          | 0          | MC              | 0               | 0               | -             | -             | -             | -           | -           | -           | 4      | 0      |
| 2022-2023             | Pardubice             | 1L                    | 34+2       | 8+1        | MC              | 1               | 0               | -             | -             | -             | -           | -           | -           | 37     | 9      |
| Totale carriera       | Totale carriera       | Totale carriera       | 134+7      | 10+1       |                 | 7               | 1               |               | 6             | 0             |             | -           | -           | 154    | 12     |